# Сангачальський термінал
40°11′32″ пн. ш. 49°27′39″ сх. д. / 40.192275° пн. ш. 49.460909° сх. д.
Сангачальський термінал — великий промисловий комплекс, який складається з пункту збору, обробки, зберігання та експорту газу з родовища Шахденіз, а також нафти з Азері — Чираг — Гюнешлі. 
Комплекс розташований на березі Каспійського моря, в Азербайджані, за 45 км на південь від Баку, в селищі Сангачал Гарадазького району. 
Загальна площа терміналу становить близько 600 гектарів 
.

## Історія
Будівництво терміналу почалося в 1996 році з проекту Early Oil, який передбачав будівництво трубопроводів до Супси та Новоросійська . 
Нафта вперше була експортована в жовтні 1997 року. 
З тих пір термінал був розширений: ACG фази 1, фази 2, фази 3 нафтових поїздів, головна насосна станція BTC і газовий завод Шахденіз. 
Об’єкти нафтовидобувного заводу містять сепаратори, коалесцери, три нові резервуари для зберігання сирої нафти, відцентрові насоси, газотурбінні генератори та центральну диспетчерську. 

## Програма розширення Сангачальського терміналу
Програма розширення Сангачальського терміналу (STEP) розпочата в листопаді 2001 року. 
Будівництво містило 15 000 м³ бетону, 1600 одиниць сталевих конструкцій, 25 000 м труб, 450 000 м кабелів. 
Окрім технологічних робіт, цивільне будівництво містило житлові приміщення на 550 осіб, кафетерій, кінотеатр, футбольне поле тощо. 
На підпроекти, реалізовані в рамках проекту STEP, було витрачено 1,2-2 млрд доларів США. 

Від Сангачальського терміналу чотири нафто- та газопроводи транспортують сиру нафту та природний газ до Чорного моря, Туреччини та Середземного моря.

Контракт на розширення терміналу було передано спільному підприємству Tekfen Construction and Installation
, 
на проекті майже 4000 співробітників, 75% з яких були громадянами Азербайджану. 
Завдяки завершенню основної частини проекту ця чисельність скоротилася до 1720 співробітників. 

## Технічні особливості
Сангачальський термінал має переробну потужність 1,2 мільйона барелів на день та 35 × 10 6  м³ газу на день. 
Три нові резервуари для зберігання сирої нафти, додані під час STEP, мають місткість 880 тисяч барелів (140 × 10³  м³) кожен. 
 
Загальна ємність сховищ на терміналі становить 3 мільйони барелів (480 × 10³ м³). 

Станом на листопад 2009 року термінал експортує 941,4 тис. барелів на добу (149,67 × 10³ м³/д). 

Термінал управляється консорціумом під керівництвом BP і є одним із найбільших нафтогазових об’єктів у світі. 

Іншими партнерами є AIOC, проект трубопроводу Баку — Тбілісі — Джейхан, проект Шахденіз і Південнокавказький газогін. 
Термінал приймає нафту з родовища Азері — Чираг — Гюнешлі і природний газ з газового родовища Шахденіз.
Нафта експортується нафтогоном Баку — Тбілісі — Джейхан до середземноморського узбережжя Туреччини, а також нафтогонами Баку — Супса і Баку — Новоросійськ до узбережжя Чорного моря. 

Сангачальський термінал згадувався у витоку дипломатичних телеграм Сполучених Штатів як одна з «важливих іноземних залежних територій» США. 